# Стуколкино
Стуколкино (баш. Стуколкин) — деревня в Уфимском районе Республики Башкортостан Российской Федерации. Входит в состав Булгаковского сельсовета.

## География

### Географическое положение
Расстояние до:
- районного центра (Уфа): 33 км,
- центра сельсовета (Булгаково): 3 км,
- ближайшей ж/д станции (Уршак): 12 км.

## Население
| 2002 | 2009 | 2010 |
| ---- | ---- | ---- |
| 406  | ↗459 | ↘441 |

Национальный состав
Согласно переписи 2002 года, преобладающая национальность — русские (53 %).